# Record of Lodoss War (serie animata)
Record of Lodoss War (ロードス島戦記?, Rōdosu-tō senki) è una serie di tredici Original Anime Video pubblicati dal 1990 e prodotti dallo Studio Madhouse. La trama degli OAV è ispirata a quella delle light novel Record of Lodoss War di Ryō Mizuno. In particolar modo la storia dei primi otto episodi dell'anime è tratta dal primo volume Record of Lodoss War: The Grey Witch, mentre gli altri cinque episodi sono liberamente ispirati alla storia raccontata dal terzo e dal quarto volume e (prima e seconda parte della saga Record of Lodoss War 3: The Demon Dragon of Fire Dragon Mountain). L'anime ha un finale diverso però rispetto a quello raccontato nelle Light Novel, dato che all'epoca della pubblicazione dell'ultimo OAV, la serializzazione non si era ancora conclusa.
In Italia Record of Lodoss War è stato pubblicato dalla Yamato Video con il sottotitolo Cronache della guerra di Lodoss dapprima in una collana di VHS, e successivamente in una serie di cinque DVD. Nell'edizione pubblicata dalla Yamato furono adattate in italiano anche le sigle di apertura e di chiusura, che furono ricantate dalla doppiatrice Lara Parmiani, con i testi composti da Nicola Bartolini Carrassi.
La serie di OAV ha avuto un sequel Record of Lodoss War: La saga dei cavalieri, trasmessa in Giappone nel 1998.

## Trama
Creata l'indomani dell'ultima grande battaglia degli dei, l'isola Lodoss ed i suoi regni sono stati martoriati dalla guerra per millenni. Quando finalmente si sta per raggiungere una situazione di pace ed unità, una nuova minaccia però si profila all'orizzonte. Una antichissima strega, Karla, chiamata anche la strega Grigia, si è risvegliata per riportare Lodoss nel precedente stato di guerra ed instabilità perenne, creando tensioni politiche nei vari regni ed impedendo a chiunque di poter mantenere un controllo dell'isola. Scopo della strega è evitare che possa sorgere un potere abbastanza grande da controllare Lodoss, nel timore che questo porti poi alla decadenza e ad una nuova caduta della civiltà, come già avvenuto secoli prima. La strega si mantiene in vita possedendo sempre nuovi corpi, grazie ad un diadema in cui custodisce il proprio spirito: ultima sua vittima è la sacerdotessa Leilia, amica del nano Ghim, che ha promesso alla madre Neese di salvarla.
Un gruppo eterogeneo per razze e provenienza, guidato dall'eroico umano Parn, si ritrova a confrontarsi con il risveglio delle forze del male e con la stessa strega Grigia, e decide quindi di partire per un lungo viaggio per trovare la malvagia strega ed affrontarla per permettere a Lodoss di giungere infine alla pace. Tuttavia interessi contrastanti di altri individui si frapporranno fra il gruppo di Parn ed il loro obiettivo.
Il gruppo si trova così a prestare servizio presso le armate di Re Farhn di Valis e Re Kashu di Flaim, intente a contrastare l'esercito di umanoidi di Beld, imperatore dell'isola di Marmo, temporaneamente aiutato da Karla.

## Episodi
Il primo episodio "Prologo alla leggenda" è un episodio introduttivo, che mostra il gruppo dei protagonisti già riunito e nel mezzo della storia e presenta le animazioni introduttive al mondo di Lodoss, normalmente presenti prima della sigla, di durata maggiore. Gli eventi narrati in questo possono essere posizionati cronologicamente tra il quinto ed il sesto episodio.
| Nº | Titolo italiano Giapponese 「Kanji」 - Rōmaji                                         | Prima edizione    | Prima edizione                     |
| Nº | Titolo italiano Giapponese 「Kanji」 - Rōmaji                                         | Giapponese        | Italiano (trasmissione televisiva) |
| 1  | Prologo alla leggenda 「伝説への序章」 - Densetsu e no purorōgu                       | 30 giugno 1990    | 27 ottobre 2005                    |
| 2  | Partenza tra le fiamme 「炎の出発」 - Honō no tabidachi                               | 30 agosto 1990    | 28 ottobre 2005                    |
| 3  | Il cavaliere nero 「黒衣の騎士」 - Kokui no kishi                                     | 30 settembre 1990 | 29 ottobre 2005                    |
| 4  | La strega grigia 「灰色の魔女」 - Haiiro no majo                                      | 31 ottobre 1990   | 30 ottobre 2005                    |
| 5  | Il Re del deserto 「砂漠の王」 - Sabaku no ō                                          | 30 novembre 1990  | 31 ottobre 2005                    |
| 6  | La spada del Re Oscuro 「暗黒王の剣」 - Ankokuō no ken                                | 20 dicembre 1990  | 1º novembre 2005                   |
| 7  | La Battaglia degli Eroi 「英雄戦争」 - Eiyū sensō                                     | 28 febbraio 1991  | 2 novembre 2005                    |
| 8  | Requiem per un Guerriero 「戦士の鎮魂歌」 - Senshi no rekuiemu                        | 30 aprile 1991    | 3 novembre 2005                    |
| 9  | Lo scettro del potere 「支配の王錫」 - Shihai no ōshaku                               | 30 giugno 1991    | 4 novembre 2005                    |
| 10 | Il Drago della montagna di fuoco 「火竜山の魔竜」 - Karyūsan no maryū                 | 31 luglio 1991    | 5 novembre 2005                    |
| 11 | L'ambizione dello Stregone 「魔導師の野望」 - Madōshi no yabō                         | 31 agosto 1991    | 6 novembre 2005                    |
| 12 | Scontro decisivo sull'Isola delle Tenebre 「決戦！暗黒の島」 - Kessen! Ankoku no māmo | 30 settembre 1991 | 7 novembre 2005                    |
| 13 | Terra incandescente 「灼熱の大地」 - Shakunetsu no Rōdosu                             | 20 novembre 1991  | 8 novembre 2005                    |

## Sigle
Sigla di apertura
- Adesso e Fortuna cantata da Sherry

Sigla di chiusura
- Kaze no Fantasia cantata da Sherry

Le versioni italiane delle sigle sono scritte da Nicola Bartolini Carrassi, e cantate da Lara Parmiani.